# Uckerath

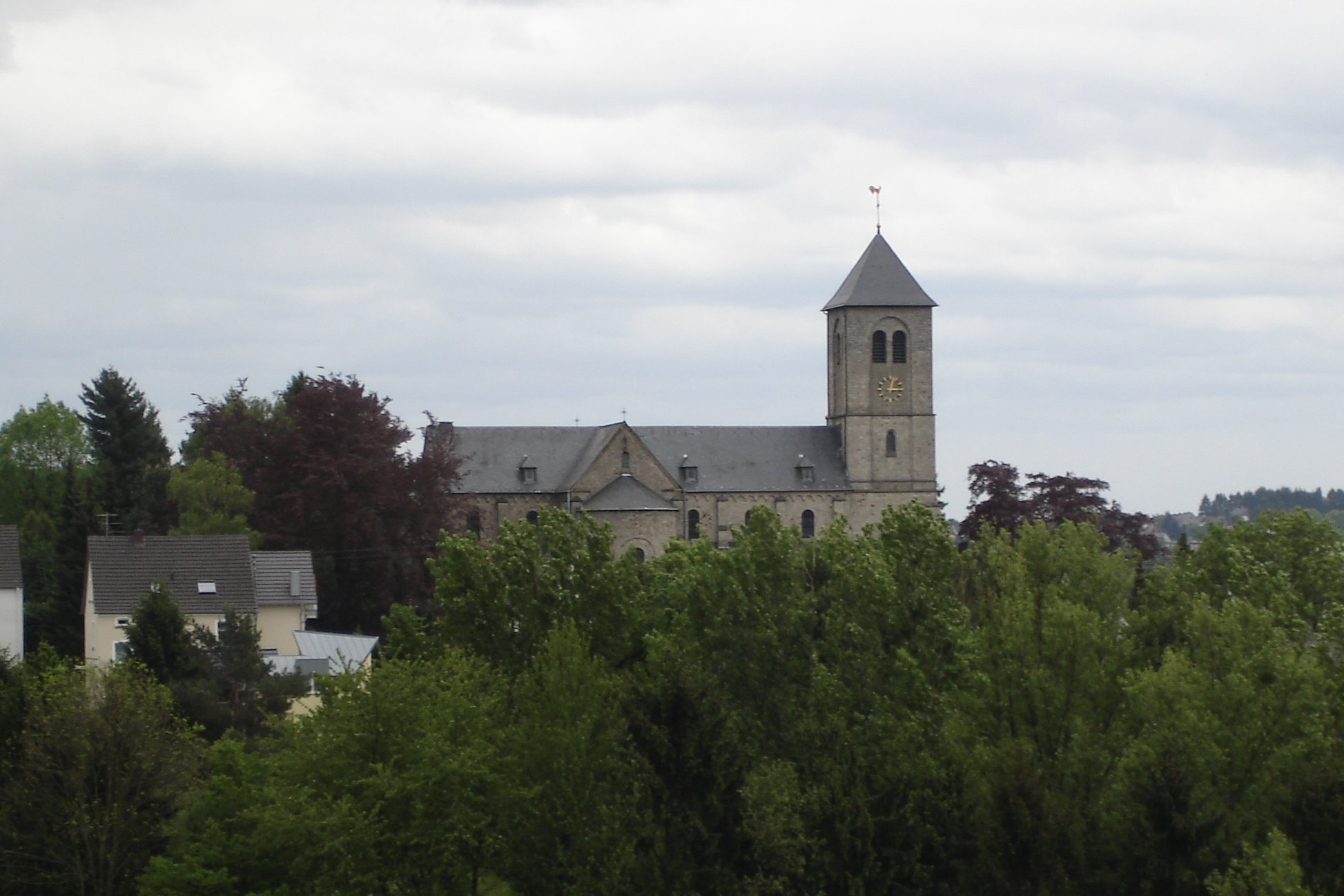
Katholische Pfarrkirche Sankt Johannes der Täufer

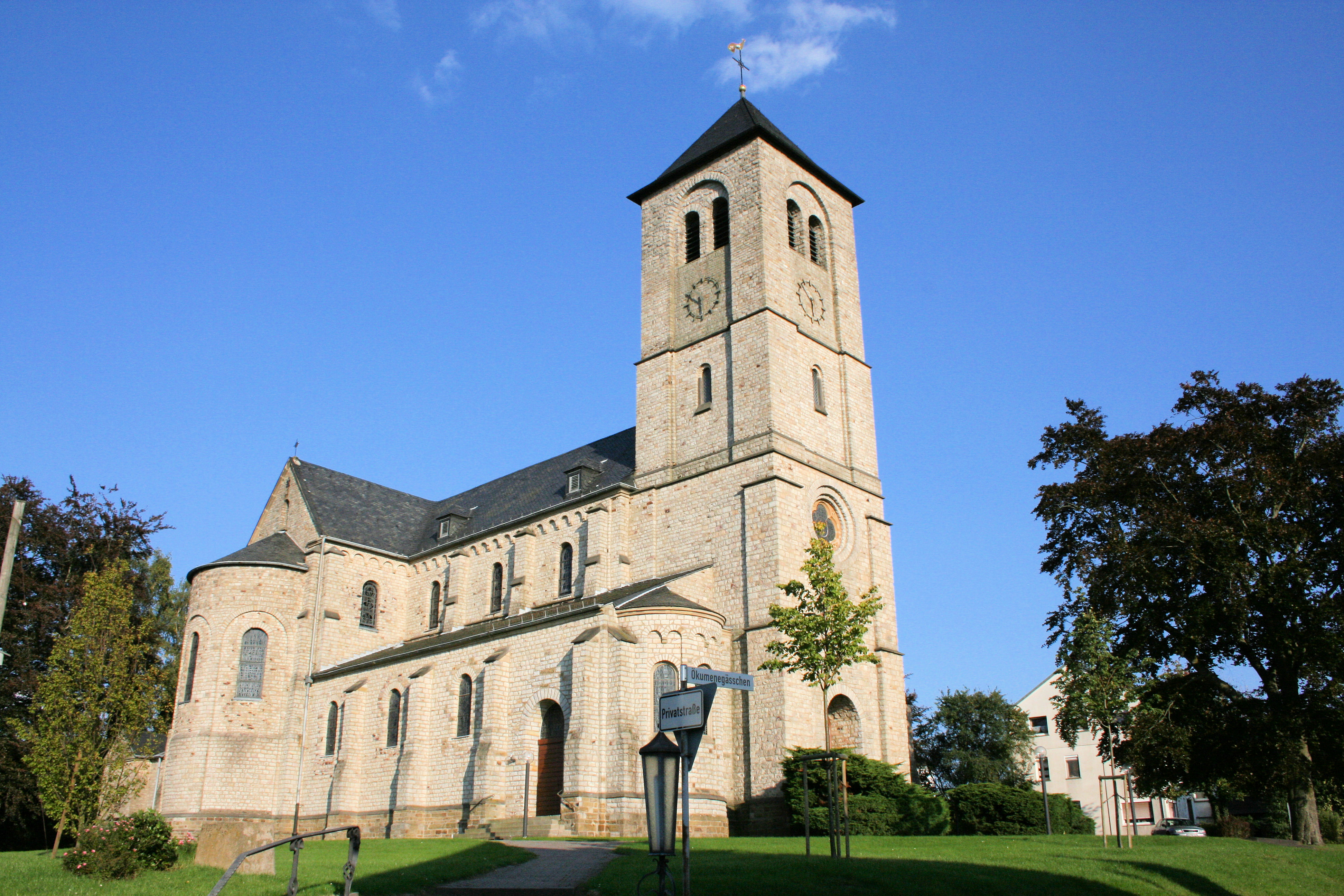
Die Kirche in Uckerath wurde 1892 erbaut

Uckerath ist ein Ortsteil der Stadt Hennef (Sieg) an der Leuscheid anfangs des Westerwaldes. Zu Uckerath gehören die Ortsteile Lichtenberg, Daubenschlade, Hollenbusch, Buchholz und Bierth.

## Geschichte
1131 wurde der Ort erstmals urkundlich erwähnt. Papst Innozenz II. bestätigt dem Cassius-Stift das Recht an eclessiam Okenrode cum tota decima (Kirche Uckerath mit dem ganzen Zehnt). Die Endung roth stammt von dem Begriff Rodung, was für eine Ortsgründung Anfang des zweiten Jahrtausends typisch ist.
1555 bestanden im Kirchenspiel Uckerath die Honnschaften Uckerath, Bülgenauel und Gierscheid, Adscheid, Wellesberg und Lichtenberg.
1570 wurden in den Kirchenbüchern des Kirchenspiels Uckerode aber noch in die Honnschaften Uckerode, Wellesberg, Lichtenberg, Süchterscheid, Bülgenauel, Adscheid und Scheid unterteilt.
Wichtig für die Siedlung war die Frankfurter oder Hohe Straße, die heutige B 8. Uckerath war bergische Zollstelle und Thurn- und Taxissche Poststation. In den Jahren 1794 bis 1796 lagen wiederholt französische und kaiserliche Truppen im Kirchort und in den umliegenden Dörfern. 1796 kam es zur Schlacht bei Uckerath, die mit einem Sieg der Kaiserlichen endete.
Die Honschaft Uckerath hatte 1742 392 Einwohner in 68 Familien, 1791 waren es 423 Einwohner in 80 Familien. Zur Honschaft gehörten neben Uckerath selbst die Weiler Meisenbach, Sommershof, Wasserheß und Harth. 1807 wurden für die Honschaft 463 Einwohner und 1374 Morgen Fläche festgestellt.
1816 wurde Uckerath Hauptort des Kreises Uckerath. 1820 wurde aus den Kreisen Siegburg und Uckerath der Siegkreis gebildet und der Kreissitz wurde nach Siegburg verlegt.
Am 25. Februar 1923 wurde Uckerath von französischen Truppen besetzt.

### Gemeinde Uckerath
Die Gemeinde Uckerath gehörte zur Bürgermeisterei Uckerath. Sie hatte 4099 ha Fläche, davon 1941 ha Acker-, 340 ha Wiesen- und 1397 ha Waldfläche.
Die Gemeinde Uckerath hatte 1885 3272 Einwohner (1634 Männer und 1634 Frauen). Davon waren 3249 katholisch mit eigener Pfarre. Elf Einwohner waren evangelisch und gehörten zur Kirche in Eitorf, außerdem gab es zwölf Juden.
Die weitere Bevölkerungsentwicklung der Gemeinde Uckerath: 1925 waren 3267 Einwohner gemeldet, 1933 3292 und 1939 waren 3252 Personen registriert.
Die Gemeinde hatte 1885 68 Wohnplätze mit 740 Wohnhäusern (einschließlich unbewohnter) mit 714 Haushalten. Dies waren neben Uckerath selbst Adscheid, Ahrenbach, Altglück, Beiert, Bierth, Broich, Buchholz, Bülgenauel, Büllesbach, Büllesfeld, Burghof, Busch, Dahlhausen, Darscheid, Daubenschlade, Dennenberg, Depensiefen, Derenbach, Doppelsgarten, Eichholz, Eulenberg, Fernegierscheid, Hahnenhardt, Halmshanf, Hammer, Hanf, Hanfmühle, Heckelsberg, Heide, Hermesmühle, Hollenbusch, Hove, Hüchel, Hülscheid, Hundseich, Issertshof, Kau, Knippgierscheid, Köschbusch, Kraheck, Kuchenbach, Künzenhohn, Lescheid, Lichtenberg, Löbach, Lückert, Meisenbach, Meisenhanf, Mittelscheid, Niederscheid, Oberscheid, Ravenstein, Röttgen, Rütsch, Schächer, Scheuren, Scheußmühle, Schleheck, Sommershof, Stotterheck, Süchterscheid, Theishohn, Überholz, Wasserheß, Wellesberg, Wiersberg und Zumhof.
1890 wurden aufgrund der gut bezahlten Arbeitsstellen in städtischen Fabriken nur noch 3010 Einwohner registriert. Außerdem waren zwischen 1859 und 1885 188 Menschen nach Nordamerika ausgewandert. Die Volkszählung am 16. Juni 1925 stellte 3268 Personen in 716 Haushalten fest.
Am 1. August 1969 wurde die bis dahin selbständige Gemeinde Uckerath in die neu gebildete Gemeinde Hennef (Sieg) eingegliedert. Auf dem alten Uckerather Wappen sind der alte Kirchturm, Äste mit Eicheln sowie drei Hügel abgebildet.

### Einwohnerentwicklung
| Jahr | Einwohner |
| ---- | --------- |
| 1816 | 2668      |
| 1843 | 3595      |
| 1871 | 3502      |
| 1905 | 3127      |
| 1961 | 4317      |

### Gemeindedirektoren der Gemeinde
1946–1955 Pantaleon Schmitz
1955–1969 Wilhelm Giersiefen

## Verkehr
Uckerath wird von der B8 durchzogen, die bald darauf in die A 560 Richtung Bonn übergeht. Aufgrund des hohen Durchgangsverkehrs ist seit Jahrzehnten eine Ortsumgehung im Gespräch.

## Katholische Kirchengemeinde St. Johannes der Täufer

Die zweite Kirche war ebenfalls dem heiligen Johannes der Täufer geweiht.

Die 1131 erstmals erwähnte Kirche wurde bereits 1160 durch einen Neubau ersetzt. 1898 wurde das dreischiffige Hauptgebäude dieser zweiten Kirche abgerissen, erhalten blieb der Turm der alten Kirche. Das Untergeschoss wurde mit Fenstern versehen und zu einer Trauerkapelle umgebaut. 1955 wurde sie als Gedächtniskapelle für die Toten des Zweiten Weltkriegs hergerichtet. Am 5. Oktober 1968 stürzte das damalige Wahrzeichen von Uckerath ein. Mauerreste wurden in eine neue Friedhofskapelle einbezogen.
Die neue Kirche, eine dreischiffige, neuromanische Basilika mit Querschiff und eingebautem Westturm, wurde am 30. Oktober 1892 eingesegnet. Die Baupläne wurden bereits 1878 bis 1882 von dem Kölner Architekten August Carl Lange vorgelegt und erst nach seinem Tod realisiert. Die herannahende Front im Zweiten Weltkrieg fügte der Kirche schwere Schäden zu. Am 11. März 1945 schlugen mehrere Granaten in das Langhaus ein, am 19. März wurde der obere Teil des Turmes zerstört. Weitere Einschläge trafen am 23. März das linke Seitenschiff. Ein Brand vernichtete den Dachstuhl und die Orgelbühne. Bald schon wurde der Gottesdienst wieder in den Ruinen abgehalten. 1946 erhielt das Schiff ein Dach und bis 1952 erfolgte die endgültige Instandsetzung. Der Turm wurde teilweise abgetragen und mit einem neuen Helm versehen. 1959 erhielt die Kirche außerdem zwei neue Glocken, 1978 eine Kirchturmuhr und eine dritte Glocke aus der Glockengießerei Mark in Brockscheid. Die Kirchenfenster wurden größtenteils vom Kölner Künstler Manfred M. Ott gestaltet.

## Evangelische Kirchengemeinde

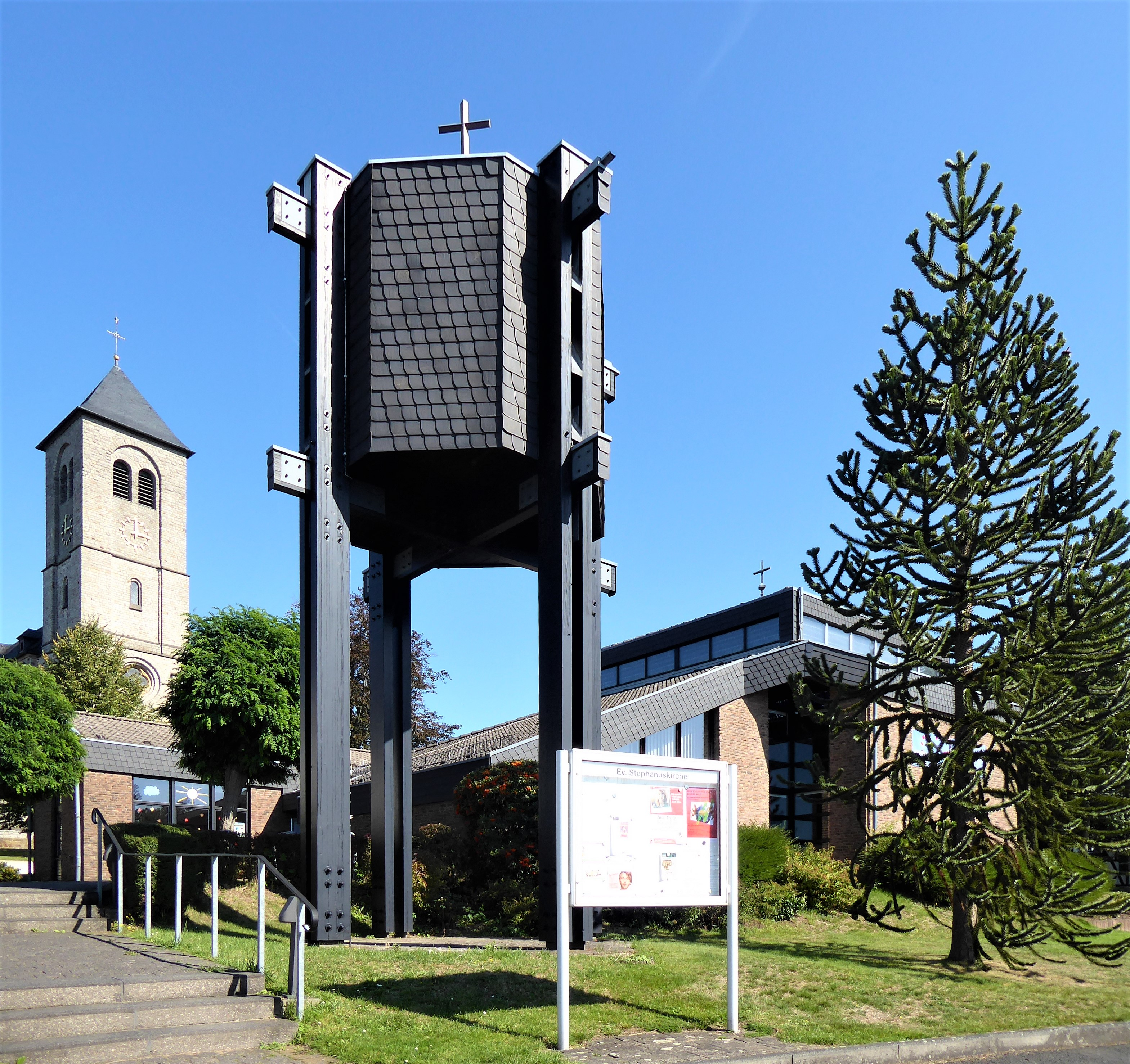
Evangelische Stephanuskirche, im Hintergrund der Turm von St. Johannes

### Pfarrer Krupp
Die Reformation in Uckerath ist auf einen Pfarrer Krupp zurückzuführen. Dieser predigte seit 1573 viele Jahre nach dem katholischen Glauben, wechselte aber dann (mit seiner Gemeinde) zum reformierten Glauben über. Kurz danach heiratete er seine Haushälterin. Die Mönche vom Kloster Bödingen bewirkten eine Gegenreformation und bewegten Pfarrer Krupp und somit seine Gemeinde wieder zum katholischen Glauben. Nach dem Tod des Pfarrers Krupp (um 1617) übernahmen die Mönche von Bödingen die Kirche in Uckerath, um den katholischen Glauben festzuschreiben.

### Uckerather Kanzelmord
Dies war nicht nur in Uckerath der Fall. Notizen wie 1623 wurden die Kirchen Uckerath und Blankenberg wiedergenommen erinnern an einen kriegsähnlichen Zustand. Ein Beispiel hierfür erzählen sich die Uckerather noch heute, den sogenannten „Uckerather Kanzelmord“. Da der Bödinger Mönch sich zum Gottesdienst verspätete, bestieg ein protestantischer Wanderprediger aus Altenkirchen die Kanzel und begann das neue Evangelium zu predigen. Als der Mönch eintraf, zerrte er den Gegenredner mit Helfern von der Kanzel und erschlug ihn vor der Kirche mit einem Beil. Danach traten kaum noch Protestanten in Uckerath auf.

### Nachkriegszeit
Durch Zuwanderung und Kriegsflüchtlinge wuchs deren Zahl aber wieder. Nachdem Uckerath lange Zeit der protestantischen Gemeinde Eitorf zugeschlagen war, wurde 1954 eine eigene evangelische Kirche eingeweiht.

## Jüdische Gemeinde
1828 wurden in der Bürgermeisterei Uckerath acht Juden gezählt. Trotzdem wurde Uckerath 1864 Specialsynagogengemeinde und ist auch für die Betreuung der jüdischen Bürger in Eitorf zuständig, bis diese eine eigene Gemeinde durchsetzen konnten. 1887 wurde die Uckerather Synagogengemeinde mit der Geistinger Gemeinde zusammengelegt.

## Vereine
- Die Bürgergemeinschaft Uckerath e. V. kümmert sich um die Gestaltung und Pflege verschiedener Einrichtungen und Spielplätze des Ortes. Darüber hinaus veranstaltet sie einmal jährlich einen Weihnachtsmarkt, den örtlichen Sankt-Martins-Zug und gibt eine Terminübersicht über die einzelnen Veranstaltungen der ortsansässigen Vereine heraus.
- Der SC Uckerath spielt Fußball in der Bezirksliga. Die Tennisabteilung nimmt mit mehreren Mannschaften an den Wettspielen des Tennisverbandes Mittelrhein teil.
- Die Westerwaldsterne stellten zwölf Mal den Deutschen Meister bei den gemischten karnevalistischen Gardetänzen und den karnevalistischen Tanzpaaren.

## Persönlichkeiten
- Gerhard Schmitz (* 1947), Mittelalterhistoriker
- Kim Petras (* 1992), Sängerin und Songwriterin